# Arauco Domado (Pedro de Oña)
Arauco Domado est un poème épique écrit en espagnol par Pedro de Oña en 1596. Il décrit la lutte du peuple Mapuche et les troupes espagnoles. Il a été écrit à la suite d'une commande de García Hurtado de Mendoza, qui se sentait discrédité par La Araucana d'Alonso de Ercilla (1569-1589).

## Contexte
De la même manière que Virgile avait écrit l'Énéide pour honorer la famille Julio-Claudiens, Pedro de Oña est engagé pour exalter la figure de Hurtado de Mendoza. Ce dernier avait été critiqué par Alonso de Ercilla dans son poème épique La Araucana pour sa servilité au commandement espagnol et sa vision diamétralement opposée à l'idéalisation de l'indigène faite par Ercilla. Il faut rappeler qu'Ercilla avait été un soldat espagnol condamné à mort par García Hurtado de Mendoza et, bien qu'ayant finalement été gracié par Hurtado de Mendoza, il avait pris soin d'éviter de mentionner dans son œuvre, qui raconte la guerre d'Arauco, tout mérite de Hurtado de Mendoza, alors gouverneur du Chili, et l'avait même appelé « mozo capitán acelerado » (« un jeune capitaine arriviste »).
Un autre aspect du poème est la vision eurocentriste d'Oña qui, bien qu'étant né dans les « Indes » et plus particulièrement au Chili, nomme des paysages, une faune et une flore européens. Il fait également apparaître des héros grecs dans les bois chiliens.

## Structure
Le poème est composé d'un exorde et de dix-neuf chants en octaves hendécasyllabes, c'est-à-dire en vers de onze syllabes métriques où riment le premier vers avec le quatrième et le cinquième ; le troisième et avec le sixième ; et le septième avec le huitième. Il contient beaucoup de latinismes et d'allusions à la mythologie gréco-romaine, comme La Araucana.

## Postérité
Cette œuvre, destinée à concurrencer La Araucana, est généralement considérée inférieure au poème d'Ercilla.
Lope de Vega en fait tout de même une adaptation théâtrale en 1625, Arauco Domado (es), qu'il dédie à García Hurtado de Mendoza.

## Éditions de référence
L'œuvre originale est imprimée à Lima par Antonio Ricardo de Turin en 1596. Les ouvrages suivants l'ont reproduit en fac-similé :
- (es) Pedro de Oña, Arauco Domado, Iuan de la Cuesta, 1605, 684 p. (lire en ligne)
- (es) Pedro de Oña, Arauco Domado, Madrid, Ediciones Cultura Hispanica, 1944, 335 p. (OCLC 872136147)

L'Académie chilienne de la langue a publié une édition critique :
- (es) Pedro de Oña et José Toribio Medina, Arauco domado, de Pedro de Oña : Ed. crítica de la Academia chilena, correspondiente de la Real academia española, Santiago de Chile, Imprenta universitaria, 1917, 718 p. (OCLC 3093114)